# Ascenso a la División de Honor 1935
En 1935, el ascenso directo se otorgó para la Primera División de 1937, se dio a través de 2 vías: la Primera B (segunda edición) exclusiva para clubes de Lima donde subió el Sporting Tabaco del Rímac y la Primera División de la Liga Provincial del Callao donde ascendieron los cuadros de Atlético Chalaco y Telmo Carbajo.
Los equipos que no lograron el ascenso a la División de Honor pasaron a jugar la Primera División Unificada de Lima y Callao 1936.
Es preciso aclarar, que debido a que en 1936 no se realizó un campeonato oficial de la Primera División del Perú por la Federación Peruana de Fútbol y la Asociación Deportiva de Fútbol Profesional por la participación de la Selección de fútbol del Perú en los Juegos Olímpicos de Berlín 1936 y la Copa América de Argentina 1937, los equipos campeones ascendieron para el Campeonato Peruano de Fútbol de 1937.  Sin embargo, dichos clubes participaron del Torneo Peruano Extraoficial de 1936, el cual, fue un Torneo Relámpago Extraoficial de la División de Honor de Lima y Callao realizado a fines de 1936 y que fue jugado básicamente para generar competición local, donde el ganador fue el club Universitario de Deportes.

## Equipos participantes
| Club               | Ciudad |
| ------------------ | ------ |
| Atlético Chalaco   | Callao |
| Atlético Excelsior | Callao |
| Ciclista Lima      | Lima   |
| Jorge Chávez       | Callao |
| Porteño            | Callao |
| Sport Progreso     | Lima   |
| Sporting Tabaco    | Lima   |
| Sportivo Melgar    | Lima   |
| Telmo Carbajo      | Callao |
| Unión Buenos Aires | Callao |
| Unión Carbone      | Lima   |

## Primera B
- Fue la segunda edición. La primera edición se realizó en el año de 1929.

| Pos. | Equipo          | PJ | PG | PE | PP | GF | GC | DG | Ptos |
| ---- | --------------- | -- | -- | -- | -- | -- | -- | -- | ---- |
| 1    | Sporting Tabaco | 4  | 4  | 0  | 0  | 12 | 3  | +9 | 12   |
| 2    | Sport Progreso  | 4  | 3  | 0  | 1  | 10 | 10 | 0  | 10   |
| 3    | Unión Carbone   | 4  | 1  | 0  | 3  | 9  | 10 | -1 | 6    |
| 4    | Sportivo Melgar | 4  | 1  | 0  | 3  | 2  | 5  | -3 | 6    |
| 5    | Ciclista Lima   | 4  | 1  | 0  | 3  | 3  | 8  | -5 | 6    |

|  | Campeón, promovido a la División de Honor 1937. |

#### Resultados
| Local \ Visitante | CIC | PRO | TAB | MEL | CAR |
| ----------------- | --- | --- | --- | --- | --- |
| Ciclista Lima     |     | 1–2 | —   | 0–1 | —   |
| Sport Progreso    | —   |     | 2–5 | —   | 5–4 |
| Sporting Tabaco   | 4–0 | —   |     | —   | 2–1 |
| Sportivo Melgar   | —   | 0–1 | 0–1 |     | —   |
| Unión Carbone     | 1–2 | —   | —   | 3–1 |     |

## Liga Provincial del Callao

### Primeros Equipos
En el presente campeonato los equipos: Atlético Chalaco y Telmo Carbajo logran el ascenso a la categoría superior, sumando los puntajes obtenidos del torneo de los equipos principales y el torneo de reserva.
| Pos. | Equipo             | PJ | PG | PE | PP | GF | GC | DG  | Ptos |
| ---- | ------------------ | -- | -- | -- | -- | -- | -- | --- | ---- |
| 1    | Atlético Chalaco   | 5  | 4  | 0  | 1  | 19 | 6  | +12 | 13   |
| 2    | Telmo Carbajo      | 5  | 4  | 0  | 1  | 11 | 7  | +4  | 13   |
| 3    | Unión Buenos Aires | 5  | 4  | 0  | 1  | 11 | 9  | +2  | 13   |
| 4    | Jorge Chávez       | 5  | 1  | 1  | 3  | 9  | 9  | 0   | 8    |
| 5    | Porteño            | 5  | 1  | 1  | 3  | 7  | 14 | -7  | 8    |
| 6    | Atlético Excelsior | 5  | 0  | 0  | 5  | 4  | 16 | -12 | 5    |

#### Resultados
Teams play each other once, either home or away. The matches were played only in Callao.
| Local \ Visitante  | CHA | EXC | JCH | POR | TEL | UBA |
| ------------------ | --- | --- | --- | --- | --- | --- |
| Atlético Chalaco   |     | 4–1 | 4–0 | 7–2 | —   | —   |
| Atlético Excelsior | —   |     | 0–4 | —   | 1–3 | —   |
| Jorge Chávez       | —   | —   |     | 1–1 | 2–3 | —   |
| Porteño            | —   | 1–0 | —   |     | —   | 1–3 |
| Telmo Carbajo      | 0–2 | —   | —   | 3–2 |     | 2–0 |
| Unión Buenos Aires | 3–2 | 4–2 | 2–0 | —   | —   |     |

### Equipos de Reserva
| Pos. | Equipo             | PJ | PG | PE | PP | GF | GC | DG | Ptos |
| ---- | ------------------ | -- | -- | -- | -- | -- | -- | -- | ---- |
| 1    | Jorge Chávez       | 5  | 4  | 0  | 1  | 7  | 3  | +4 | 13   |
| 2    | Atlético Excelsior | 5  | 2  | 2  | 1  | 10 | 5  | +5 | 11   |
| 3    | Atlético Chalaco   | 5  | 2  | 2  | 1  | 4  | 0  | +4 | 10   |
| 4    | Porteño            | 5  | 1  | 2  | 2  | 5  | 7  | -2 | 9    |
| 5    | Telmo Carbajo      | 5  | 1  | 2  | 2  | 7  | 10 | -3 | 9    |
| 6    | Unión Buenos Aires | 5  | 1  | 0  | 4  | 1  | 9  | -8 | 6    |

#### Resultados
| Local \ Visitante  | CHA  | EXC | JCH | POR | TEL | UBA  |
| ------------------ | ---- | --- | --- | --- | --- | ---- |
| Atlético Chalaco   |      | —   | 1–0 | —   | 0–0 |      |
| Atlético Excelsior | 0–0  |     | —   | —   | 6–1 | —    |
| Jorge Chávez       | —    | 3–1 |     | 2–1 | —   | W.O. |
| Porteño            | 0–3  | 1–1 | —   |     | —   | —    |
| Telmo Carbajo      | —    | —   | 0–2 | 1–1 |     | 5–1  |
| Unión Buenos Aires | W.O. | 0–2 | —   | 0–2 | —   |      |

### Tabla Absoluta
| Pos. | Equipo             | PJ | PG | PE | PP | GF | GC | DG  | Ptos | RESV. | TOTAL |
| ---- | ------------------ | -- | -- | -- | -- | -- | -- | --- | ---- | ----- | ----- |
| 1    | Atlético Chalaco   | 5  | 4  | 0  | 1  | 19 | 6  | +12 | 13   | +2.5  | 15.5  |
| 2    | Telmo Carbajo      | 5  | 4  | 0  | 1  | 11 | 7  | +4  | 13   | +2.25 | 15.25 |
| 3    | Unión Buenos Aires | 5  | 4  | 0  | 1  | 11 | 9  | +2  | 13   | +1.5  | 14.5  |
| 4    | Jorge Chávez       | 5  | 1  | 1  | 3  | 9  | 9  | 0   | 8    | +3.25 | 11.25 |
| 5    | Porteño            | 5  | 1  | 1  | 3  | 7  | 14 | -7  | 8    | +2.25 | 10.25 |
| 6    | Atlético Excelsior | 5  | 0  | 0  | 5  | 4  | 16 | -12 | 5    | +2.75 | 7.75  |

|  | Campeón, promovido a la División de Honor 1937.    |
|  | Subcampeón, promovido a la División de Honor 1937. |

## Nota
El club Unión Estrella del Callao, no participó en la primera división de la Liga del Callao. Por ende, desciende a la categoría inferior del mismo año. Sin embargo, el club se reincorpora en la División Intermedia de 1936.